# Jiří Kovář (plavec)
Jiří Kovář (1925 – 10. června 2008 Londýn) byl československý sportovní plavec, účastník olympijských her v roce 1948.
Se závodním plaváním začínal v Jičíně v místním sportovním klubu. Připravoval se pod vedením manželů Gertrúdy a Vojtěcha Čechových. Po vzoru své trenérky, několikanásobné československé mistryně, se specializoval na plavecký styl znak.
V roce 1944 přestoupil do pražského klubu SK Slavia. Na 100 m znak neměl v druhé polovině čtyřicátých let dvacátého století doma konkurenci. V roce 1947 reprezentoval Československo na mistrovství Evropy v Monte Carlu, kde na 100 m znak obsadil ve finále třetí místo.
V roce 1948 startoval na olympijských hrách v Londýně, ale na 100 m znak nepostoupil z rozplaveb do dalších bojů. Po olympijských hrách se rozhodl podobně jako jeho reprezentační kolega Jiří Linhart do Československa nevrátit.
Zemřel v Londýně roce 2008.